# جيمس ر. يونغ
جيمس ر. يونغ (بالإنجليزية: James R. Young)‏ هو سياسي أمريكي، ولد في 10 مارس 1847 في فيلادلفيا في الولايات المتحدة، وتوفي في 18 ديسمبر 1924 في واشنطن العاصمة في الولايات المتحدة. حزبياً، نشط في الحزب الجمهوري. وقد انتخب عضو مجلس النواب الأمريكي.